# ستافيفيكت
ستافيفيكت: هي إنزيمات خاصة (مُحلل داخلي)مُعتمَد لعلاج الالتهابات الجلدية البكتيرية عند الإنسان والتي تسببها المكورات العنقودية الذهبية.
المُنتج يتم تطويره وانتاجه بواسطة "MICREOS"الشركة التكنلوجية الحيوية الهولندية.
الإنزيم يًظهر فعالية في قتل البكتيريا المكورة العنقودية الذهبية التي تقاوم المضادات الحيوية مثل“MRSA”